# フットサルウズベキスタン代表
フットサルウズベキスタン代表 (フットサルウズベキスタンだいひょう、英語: Uzbekistan national futsal team) はウズベキスタンのフットサルを統括するウズベキスタンサッカー連盟が選出するウズベキスタンのフットサルナショナルチームである。ウズベキスタンサッカー連盟はアジアサッカー連盟に加入しており、フットサル代表もFIFAフットサルワールドカップ出場のためAFCフットサル選手権などの国際大会に出場している。
FIFAフットサルワールドカップは2016年大会で初出場。

## 大会成績

### FIFAフットサルワールドカップ
（代表結成後のみ）
- 2000 - 予選敗退
- 2004 - 予選敗退
- 2008 - 予選敗退
- 2012 - 予選敗退
- 2016 - グループリーグ敗退
- 2021 - 16位
- 2024 - グループリーグ敗退

### AFCフットサル選手権
- 1999 - グループリーグ敗退
- 2000 - グループリーグ敗退
- 2001 -
- 2002 - 準々決勝
- 2003 - 準々決勝
- 2004 - 4位
- 2005 -
- 2006 -
- 2007 -
- 2008 - 6位
- 2010 -
- 2012 - 準々決勝
- 2014 -
- 2016 -
- 2018 -
- 2022 -
- 2024 -

### アジア室内競技大会
- 2005 - (男子) , (女子)-
- 2007 - (男子) , (女子)-
- 2009 - (男子) , (女子)- グループリーグ敗退
- 2013 - (男子) 準々決勝
- 2017 - (男子)